# Лоња (Перуђа)
Лоња (итал. Logna) је насеље у Италији у округу Перуђа, региону Умбрија.
Према процени из 2011. у насељу је живело 65 становника. Насеље се налази на надморској висини од 821 м.